# 흐루비에슈프군

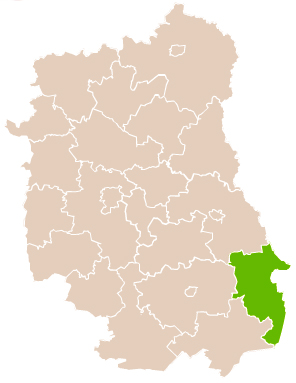
루블린주 지도에 표시된 흐루비에슈프군의 위치

흐루비에슈프군(폴란드어: powiat hrubieszowski)은 폴란드 루블린주에 위치한 군으로 군청 소재지는 흐루비에슈프이며 면적은 1,269.45km2, 인구는 63,320명(2019년 기준), 인구 밀도는 50명/km2이다.
남서쪽으로는 토마슈프군, 서쪽으로는 자모시치군, 북서쪽으로는 헤움군과 접하며 동쪽으로는 우크라이나와 국경을 접한다. 10개 지방 자치체(1개 도시, 7개 농촌)를 관할한다.

군 문장